# Émilie Frèche
Cet article possède un paronyme, voir Frêche.
Émilie Frèche, née le 12 avril 1976 à Paris, est une écrivaine et scénariste française engagée dans la lutte contre le racisme et l'antisémitisme.

## Biographie

### Famille et formation
Émilie Frèche naît le 12 avril 1976 à Paris. Son père, Patrick Frèche, juif sépharade originaire d'Algérie, est le créateur de la marque de vêtement LOFT (Là Où Frèche Travaille),,. Son oncle est le créateur de mode Daniel Hechter.
Elle  fait des études de droit, obtient un DEA de philosophie du droit, puis passe un an à New York où elle travaille au service culturel de l'ambassade de France.

### Parcours et engagements
C'est à New York qu'elle écrit son premier roman, Les Vies denses, qui obtient le prix coup de cœur de la Forêt des livres.
Toujours inspirés de sa vie personnelle, ses romans abordent la question de l'identité, de la judéité, la difficulté des rapports familiaux et amoureux, ainsi que la violence verbale. Elle développe longuement dans ses livres les difficultés des couples mixtes sépharade-ashkénaze.
Ses interventions médiatiques sur le conflit israélo-palestinien ou l'affaire Ilan Halimi, thèmes présents dans son œuvre littéraire, font d'elle une écrivaine engagée dans la lutte contre l’antisémitisme.
En 2006, elle signe deux documents sur l'affaire Ilan Halimi, La Mort d’un pote et 24 Jours, la vérité sur la mort d'Ilan Halimi. Celui-ci fera l'objet d'un film avec Pascal Elbé et Zabou Breitman réalisé par Alexandre Arcady dont elle signe le scénario avec lui. À cette occasion, elle dénonce la montée d'un nouvel antisémitisme en France qui serait issu des banlieues.
En 2010, elle lance les Éditions du Moteur avec Laure Gomez Montoya.
En 2014, elle signe une tribune dans Le Monde dénonçant la conduite de Nicolas Anelka manifestant sa sympathie à l'égard de l'humoriste Dieudonné. Elle est invitée à l’émission Ce soir (ou jamais !) sur le thème : « Faut-il interdire Dieudonné ? »
Elle mène aussi une carrière de scénariste et co-signe, en 2014, le film d’Yvan Attal Ils sont partout, une comédie qui dénonce les clichés liés à l'antisémitisme en France. En 2015, elle co-écrit avec Marie-Castille Mention-Schaar (réalisatrice des Héritiers) un drame sur des jeunes filles candidates au djihad, Le ciel attendra.

### Vie privée et polémique
Elle est la compagne de l'homme politique socialiste Jérôme Guedj. Elle a trois garçons, dont les prénoms sont choisis en l'honneur de ses héros de littérature favoris.
Lors de la parution de son roman Vivre ensemble, qui raconte les difficultés des familles recomposées, elle est accusée par la journaliste Séverine Servat, épouse de François de Rugy et ancienne compagne de Jérôme Guedj avec lequel elle a eu un fils, « d'atteinte grave à l'intimité de sa vie privée ». À sa demande, l'auteure et l'éditeur ont accepté d'insérer un encart dans les ouvrages mis en vente pour éviter toute confusion,.

## Œuvres

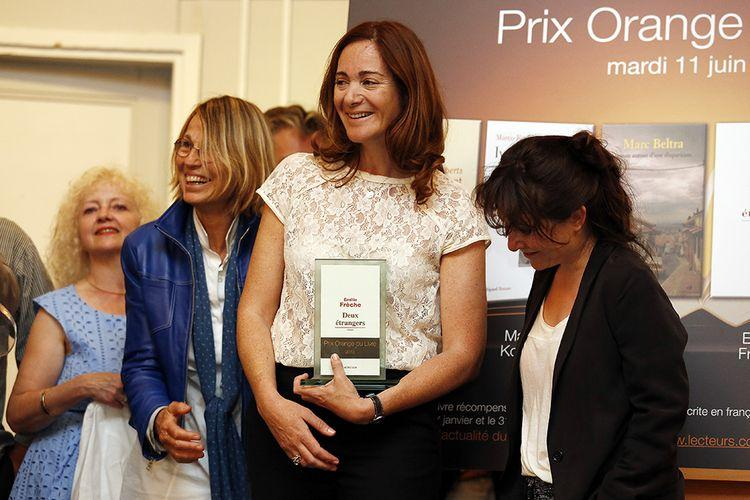
Émilie Frèche (au centre) lors de la remise du prix Orange du Livre 2013.

### Livres
- Les Vies denses : roman, Paris, éditions Ramsay, 2001, 188 p. (ISBN 2-84114-558-1).
- Une femme normale : roman, Paris, éditions Ramsay, 2002, 191 p. (ISBN 2-84114-622-7).
- Le Sourire de l’ange, Paris, éditions Ramsay, 2004, 217 p. (ISBN 2-84114-693-6)[16].
- Le Film de Jacky Cukier, Paris, éditions Anne Carrière, 2005, 287 p. (ISBN 2-84337-346-8).
- La Mort d’un pote, Paris, éditions du Panama, 2006, 125 p. (ISBN 2-7557-0189-7)[17].
- En collaboration avec Ruth Halimi, 24 jours : la vérité sur la mort d’Ilan Halimi, Paris, éditions du Seuil, 2009, 184 p. (ISBN 978-2-02-091028-6).
- Chouquette, Arles, Actes Sud, coll. « Domaine français », février 2010, 132 p. (ISBN 978-2-7427-8799-9)[18],[19].
- Les Collectionneurs, Paris, éditions du Moteur, 2010, 44 p. (ISBN 978-2-918602-07-1, lire en ligne)[20],[21].
- Avec Jess Pauwels (ill.), Un jour qui n'existe pas, Arles, Actes Sud, coll. « Benjamin », 2012, 35 p. (ISBN 978-2-330-00168-1).
- Avec Cléo Germain (ill.), Un petit garçon tout lisse, Arles, Actes Sud, coll. « Cadet », 2012, 74 p. (ISBN 978-2-330-01490-2).
- Deux étrangers, Arles, Actes Sud, coll. « Domaine français », 2013, 224 p. (ISBN 978-2-330-01423-0)2013 : Prix Orange du livre[22].
- Avec Jess Pauwels (ill.), Un jour qui n'existe pas, Actes Sud, coll. « junior », 2013, 74 p. (ISBN 978-2-330-01490-2 et 2-330-01490-2).
- Un homme dangereux, Paris, éditions Stock, coll. « La Bleue », 2015, 283 p. (ISBN 978-2-234-07985-4)[23].
- Je vous sauverai tous, éditions Hachette, 2016, 285 p.
- Vivre ensemble, Paris, éditions Stock, coll. « La Bleue », 2018, 288 p. (ISBN 978-2-234-08173-4)[14].
- Les Amants du Lutetia, éditions Albin Michel, 2023, 384 p. (ISBN 978-2-226-48116-0).
- Le Professeur, éditions Albin Michel, 2024, 128 p. (ISBN 978-2-226-49477-1)[24]
- Mickaëlle Paty et Émilie Frèche, Le Cours de Monsieur Paty, éditions Albin Michel, 2024, 208 p. (ISBN 978-2-226-49485-6)[25]

### Scénarios
- 2014 : 24 jours d'Alexandre Arcady[26] Le scénario est adapté de son livre éponyme[27]. Considéré comme un « acte républicain », le film est visionné en avant-première au palais de l'Élysée par le président de la République, François Hollande, qui se déclare très touché[28],[29].
- 2015 : Le ciel attendra
- 2016 : Ils sont partout d'Yvan Attal
- 2022 : Les Engagés d'elle-même[30]

### Théâtre
- 2021 : Un prince d'elle-même, avec Sami Bouajila[31]

## Décorations
- Chevalière de l'ordre des Arts et des Lettres, en 2016[32],[33].

- Chevalière de la Légion d'honneur. Le 11 juillet 2025, elle est nommée au grade de chevalier dans l'ordre national de la Légion d'honneur[34] au titre de « écrivaine, éditrice, scénariste, réalisatrice ; 24 ans de services »[35].